# Latour-Bas-Elne
Latour-Bas-Elne là một xã ở tỉnh Pyrénées-Orientales trong vùng Occitanie, phía nam nước Pháp. Xã này nằm ở khu vực có độ cao trung bình 12 mét trên mực nước biển.